# 1-aus-n-Decoder

Schaltung eines 1-aus-n-Decoders
Bei monolithischen integrierten Schaltkreisen werden statt der Und-Gatter häufig NAND-Gatter verwendet.

Ein 1-aus-n-Decoder ist eine Schaltung mit n Ausgängen und log2(n) Eingängen. In der Praxis muss aber die Anzahl der Eingänge auf die nächste ganze Zahl aufgerundet werden, wenn log2(n) keine ganze Zahl ist. Der jeweils adressierte Ausgang geht dann auf High, wenn die Dualzahl A am Eingang der Nummer J des betreffenden Ausgangs yJ entspricht. Die anderen Ausgänge werden dann nicht angesteuert und bleiben auf Low.
| 0 | 0 | 0 | 0 | 0 | 0 | 1 |
| 1 | 0 | 1 | 0 | 0 | 1 | 0 |
| 2 | 1 | 0 | 0 | 1 | 0 | 0 |
| 3 | 1 | 1 | 1 | 0 | 0 | 0 |

## Bausteine
Die 1-aus-n Codierung wird direkt in handelsüblichen Bauelementen realisiert.
| Familie  | CMOS                      | HCMOS    | TTL      | Funktion                                                                           |
| -------- | ------------------------- | -------- | -------- | ---------------------------------------------------------------------------------- |
| 74xx138  |                           | 74HC138  | 74LS138  | 3 zu 8 Dekoder/Demultiplexer                                                       |
| 74xx147  |                           | 74HC147  | 74LS147  | 10 zu 4 (Dezimal zu BCD) Encoder                                                   |
| 74xx148  |                           | 74HC148  | 74LS148  | 8 zu 3 Prioritäts-Encoder                                                          |
| 74xx151  |                           | 74HC151  | 74LS151  | 8 zu 1 Multiplexer                                                                 |
| 74xx238  |                           | 74HC238  | 74LS238  | 3 zu 8 Dekoder/Demultiplexer                                                       |
| 74xx42   |                           | 74HC42   | 74LS42   | 10 zu 4 (Dezimal zu BCD) Dekoder                                                   |
| 74xx4538 |                           | 74HC4538 | 74LS4538 | 4 zu 16 Dekoder/Demultiplexer                                                      |
| 74xx4028 | CD4028                    | 74HC4028 | 74LS4028 | 10 zu 4 (Dezimal zu BCD) Dekoder                                                   |
|          | CD4532B                   |          |          | 8 zu 3 Prioritäts-Encoder                                                          |
| 74xx4514 | CD4514B, CD4515B          | 74HC4514 | 74LS4514 | 10 zu 4 (Dezimal zu BCD) Encoder (Teil eines größeren Dekoder/Multiplexer-Systems) |
| 74xx4051 | CD4051B, CD4052B, CD4053B | 74HC4051 | 74LS4051 | 3 zu 8 Encoder                                                                     |

Diese Logikfunktion wird darüber hinaus in komplexen integrierten Logikbauelementen verwendet. Beispielsweise wird diese Funktion als Zeilendecoder und Spaltendecoder zur Adressierung der Zeilen und Spalten in Speicherbauelementen (RAM, ROM, EEPROM, …) verwendet. Darüber hinaus kann diese Logikfunktion auch in einer programmierbaren logischen Schaltung (PLD) oder einem FPGA-Bauelement oder einem ASIC-Bauelement realisiert werden.

## Implementierung in Verilog
Das folgende Beispiel zeigt einen 2-zu-4 Bit Kodierer in Verilog:
```
module
 
one_hot_encoder
 
(

    
input
 
[
1
:
0
]
 
binary_in
,

    
output
 
reg
 
[
3
:
0
]
 
one_hot_out

);

always
 
@(
*
)
 
begin

    
case
 
(
binary_in
)

        
2
'b00
:
 
one_hot_out
 
=
 
4
'b0001
;

        
2
'b01
:
 
one_hot_out
 
=
 
4
'b0010
;

        
2
'b10
:
 
one_hot_out
 
=
 
4
'b0100
;

        
2
'b11
:
 
one_hot_out
 
=
 
4
'b1000
;

        
default
:
 
one_hot_out
 
=
 
4
'b0000
;

    
endcase

end

endmodule

```

Der zugehörige 4-zu-2 Bit Dekodierer kann wie folgt implementiert werden:
```
module
 
one_hot_decoder
 
(

    
input
 
[
3
:
0
]
 
one_hot_in
,

    
output
 
reg
 
[
1
:
0
]
 
binary_out

);

always
 
@(
*
)
 
begin

    
case
 
(
one_hot_in
)

        
4
'b0001
:
 
binary_out
 
=
 
2
'b00
;

        
4
'b0010
:
 
binary_out
 
=
 
2
'b01
;

        
4
'b0100
:
 
binary_out
 
=
 
2
'b10
;

        
4
'b1000
:
 
binary_out
 
=
 
2
'b11
;

        
default
:
 
binary_out
 
=
 
2
'b00
;
 
// Default case to handle invalid one-hot inputs

    
endcase

end

endmodule

```

## Implementierung in VHDL
Das folgende Beispiel zeigt einen 2-zu-4 Bit Kodierer in VHDL:
```
library
 
IEEE
;

use
 
IEEE.STD_LOGIC_1164.
ALL
;

entity
 
one_hot_encoder
 
is

    
Port
 
(
 
binary_in
 
:
 
in
 
STD_LOGIC_VECTOR
 
(
1
 
downto
 
0
);

           
one_hot_out
 
:
 
out
 
STD_LOGIC_VECTOR
 
(
3
 
downto
 
0
));

end
 
one_hot_encoder
;

architecture
 
Behavioral
 
of
 
one_hot_encoder
 
is

begin

    
process
(
binary_in
)

    
begin

        
case
 
binary_in
 
is

            
when
 
"00"
 
=>
 
one_hot_out
 
<=
 
"0001"
;

            
when
 
"01"
 
=>
 
one_hot_out
 
<=
 
"0010"
;

            
when
 
"10"
 
=>
 
one_hot_out
 
<=
 
"0100"
;

            
when
 
"11"
 
=>
 
one_hot_out
 
<=
 
"1000"
;

            
when
 
others
 
=>
 
one_hot_out
 
<=
 
"0000"
;
 
-- Default case, though it shouldn't occur

        
end
 
case
;

    
end
 
process
;

end
 
Behavioral
;

```

Der zugehörige 4-zu-2 Bit Dekodierer kann wie folgt implementiert werden:
```
library
 
IEEE
;

use
 
IEEE.STD_LOGIC_1164.
ALL
;

entity
 
one_hot_decoder
 
is

    
Port
 
(
 
one_hot_in
 
:
 
in
 
STD_LOGIC_VECTOR
 
(
3
 
downto
 
0
);

           
binary_out
 
:
 
out
 
STD_LOGIC_VECTOR
 
(
1
 
downto
 
0
));

end
 
one_hot_decoder
;

architecture
 
Behavioral
 
of
 
one_hot_decoder
 
is

begin

    
process
(
one_hot_in
)

    
begin

        
case
 
one_hot_in
 
is

            
when
 
"0001"
 
=>
 
binary_out
 
<=
 
"00"
;

            
when
 
"0010"
 
=>
 
binary_out
 
<=
 
"01"
;

            
when
 
"0100"
 
=>
 
binary_out
 
<=
 
"10"
;

            
when
 
"1000"
 
=>
 
binary_out
 
<=
 
"11"
;

            
when
 
others
 
=>
 
binary_out
 
<=
 
"00"
;
 
-- Default case to handle invalid one-hot inputs

        
end
 
case
;

    
end
 
process
;

end
 
Behavioral
;

```